# Публий Суфенат Вер (консул 152 г.)
Публий Суфенат Вер (на латински: Publius Sufenas Verus) e политик и сенатор на Римската империя през 2 век.
През 152 г. Суфенат Вер е суфектконсул вероятно заедно с Луций Дазумий Тулий Туск на мястото на Луций Клавдий Модест.